# Loeb Classical Library
Loeb Classical Library omfattar en hel serie av böcker som idag publiceras av Harvard University Press. Utbudet är främst klassisk litteratur på grekiska och latin med en tillgänglig engelsk översättning. Syftet är att göra litteraturens klassiker tillgängliga för en bredare publik. Serien utvecklades av James Loeb.